# Theaterwissenschaftliche Sammlung Universität zu Köln

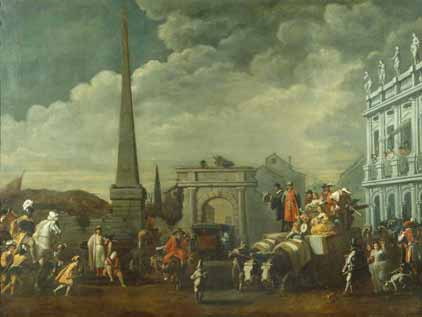
Karneval in einer italienischen Stadt, Antwerpen um 1680, Öl auf Leinwand, Theaterwissenschaftliche Sammlung der Universität zu Köln

Die Theaterwissenschaftliche Sammlung der Universität zu Köln ist ein internationales Dokumentations- und Forschungszentrum für Theatergeschichte und Medienkultur der Universität zu Köln. Schwerpunkte der Sammlung liegen zum einen auf der deutschsprachigen Theaterkultur – mit einem umfassenden Kritiken- und Fotoarchiv, das durch eine vielseitige graphische Sammlung ergänzt wird –, zum anderen auf den Theater- und Medienformen unterschiedlicher Kulturen und Epochen. Direktor ist seit Februar 2012 Peter W. Marx.

## Geschichte
Die Theaterwissenschaftliche Sammlung wurde in den 1920er Jahren von Carl Niessen begründet. Niessen erhielt 1924 die erste Professur für Theaterwissenschaft an der Universität zu Köln. Seine Institutssammlung von historischen und aktuellen Theatralia sollte seinen Studenten als Anschauungs- und Forschungsmaterial dienen, daneben erstrebte er eine Verbindung von Wissenschaft und Öffentlichkeit in einem Theatermuseum, dessen Einrichtung 1931 in der Kölner Innenstadt erfolgte. Nach einem Brand 1942 musste das Museumsmaterial ausgelagert werden.
1955 fand die Sammlung in Schloss Wahn ihr Domizil. Der Standort war nur als kurzzeitiges Provisorium vorgesehen, da der Zustand des angemieteten Schlosses eine sachgerechte Lagerung, Erfassung und Bearbeitung des Sammlungsgutes nicht zuließ, doch entwickelte das Verhältnis eine Provisorien des Öfteren eigene besondere Langlebigkeit, während der die Sammlung stetig wuchs. Sie erweiterte sich um Einzelstücke, Nachlässe und umfangreiche Sondersammlungen, unter letzteren vor allem um Carl Niessens private Sammlung, die dieser 1959 an die Universität verkaufte, um mit dem Erlös die heute noch aktive Studienstiftung Niessen zu gründen.
Von 1960 bis 1971 übernahm Rolf Badenhausen die Leitung der Theaterwissenschaftlichen Sammlung.
Zwischen 1971 und 1978 stand Günther Erken der Sammlung vor, der allerdings 1978 auf eigenen Wunsch aus dem Universitätsdienst ausschied, um sich ganz der praktischen Theaterarbeit zu widmen. So war er u. a. als Dramaturg für Hansgünther Heyme in Stuttgart tätig.
1979 übernahm Elmar Buck Lehrstuhl und Direktion der Sammlung, bis 2010 hatte er die Leitung des Hauses inne.
Während Niessens Nachfolger auf die Trennung von Schloss Wahn und darüber hinaus auf die Trennung des „Museums“ von der Universität gedrängt hatten, fiel unter neuer Leitung 1980 die Entscheidung, die Sammlung dauerhaft auf Schloss Wahn und bei der Universität zu belassen. Dem begegneten das Land NRW, die Universität und vor allem der Eigentümer von Schloss Wahn, Robin Freiherr von Eltz-Rübenach, mit der Bereitschaft, in das Haus zu investieren, das innerhalb von 15 Jahren nach den Erfordernissen der Theaterwissenschaftlichen Sammlung renoviert wurde.
Parallel zu dieser Sanierung des Hauses nahm man die Konsolidierung der Sammlung in Angriff: Das Material wurde neu gesichtet, wissenschaftlicher Überprüfung unterzogen, konservatorisch vertretbar gelagert und, soweit nötig, restauriert. Vor allem aber begann man mit seiner Erfassung als vordringlichstem Desiderat, hatten doch die Wahner Konditionen bislang keine vollständige Inventarisierung, geschweige denn Katalogisierung, des über Jahrzehnte Gesammelten ermöglicht. Diese Entscheidungen und Maßnahmen bedingten freilich auch den endgültigen Abschied von der fragwürdig gewordenen Museumskonzeption zugunsten einer nun eindeutig akademischen Ausrichtung des Hauses, das seit 1993 offiziell den Titel Theaterwissenschaftliche Sammlung trägt.
Seit 2012 ist die Theaterwissenschaftliche Sammlung verstärkt auch im Bereich der „Digital Humanities“ engagiert; in einem ersten Projekt konnten über 3.500 Glasplattennegative digitalisiert und in Positive verwandelt werden. Dadurch konnte ein bislang unbekannter Bestand an Bildern, vor allem zum Münchener Theatergeschichte des frühen 20. Jahrhunderts gesichert und Forschung und Öffentlichkeit zugänglich gemacht werden.

## Mit der Theaterwissenschaftlichen Sammlung verbundene Personen
- Rolf Badenhausen, 1960–1971 Lehrstuhl für Theaterwissenschaften[6]
- Elmar Buck, 1979–2010 Theater-, Film- und Fernsehwissenschaft, Leiter der TWS[6]
- Tracy C. Davis, 2016–2018 Fellow an der TWS, Alexander von Humboldt-Forschungspreis[7]
- Günther Erken, 1971–1978 Leiter des Instituts für Theaterwissenschaft und der TWS[6]
- Theo Girshausen, ab 1980 Wissenschaftlicher Mitarbeiter am Institut für Theater-, Film- und Fernsehwissenschaft[8]
- Günther Hansen, Theaterwissenschaftler, Habilitationsschrift 1968 an der Universität zu Köln[9]
- Peter W. Marx, Leiter der TWS seit 2012
- Hedwig Müller, seit 1993 stellvertretende Direktorin der Theaterwissenschaftlichen Sammlung (TWS)[10]
- Carl Niessen, Gründer der Sammlung[6]

## Bibliothek
Die Bibliothek der Theaterwissenschaftlichen Sammlung besteht aus rund 100.000 Bänden, die sich vornehmlich mit dem deutschsprachigen Theater vom 16. Jh. bis zur Gegenwart befassen. Die Bibliothek ist von Montag bis Freitag von 10.00–16.30 Uhr für die wissenschaftliche Nutzung geöffnet und ist eine reine Präsenzbibliothek, d. h. die Bücher können im Lesesaal eingesehen, aber nicht entliehen werden.

## Konvolute, persönliche Archive und Nachlässe folgender Künstler (Auswahl)
- Marianne Ahlfeld-Heymann
- Dirk Bach
- Atelier Hugo Baruch
- Atelier Gebr. Brückner
- Ewald Dülberg
- Fritz Erler
- Alice Guszalewicz
- Lore Haas
- Michael Hampe
- Hein Heckroth
- Hansgünther Heyme
- Lotte Jacobi
- Carl Lautenschläger
- Ernst Lewinger
- László Moholy-Nagy
- Franz Mertz
- Traugott Müller
- Ruth Niehaus
- Teo Otto
- Therese Rothauser
- Martin Rupprecht
- Lothar Schenk von Trapp
- Oskar Schlemmer
- Gustav Rudolf Sellner
- Ernst Stern
- Karl Valentin (Nachlass)
- Andor Weininger
- Willy Millowitsch
- Caspar Neher
- Nina Tokumbet
- Atelier Brückner

## Forschungszentrum
Die Theaterwissenschaftliche Sammlung versteht sich nicht allein als Archiv und Dokumentationszentrum, sondern auch als ein internationales Forschungszentrum. Von 2013 bis 2019 beherbergte die Sammlung im Sommer das gemeinsam mit der Northwestern University (Evanston, USA) ausgerichtete [sic!] Summer Institute Cologne unter der Leitung von Tracy C. Davis und Peter W. Marx. Danach wurde das Institut abgelöst vom Consortium of [six!], einem Zusammenschluss von sechs Universitäten rund um den Globus, die von November 2020 bis Mai 2021 eine Online-Workshopreihe für Graduierte veranstalteten.